# Charlotte Weibull
Eva Ragnhild Charlotte Weibull, tidigare Eva Ragnhild Weibull, ogift Gottfries, född 10 augusti 1917 i Borrby församling, dåvarande Kristianstads län, död 18 augusti 2015 i Arlöv, Burlövs församling, Skåne län, var en svensk folklivskonstnär och docktillverkare.

## Biografi

### Ungdom och folkdräkter
Charlotte Weibull var dotter till agronomen Julius Gottfries och Ragnhild Larsson (1893–1980), samt syster till psykiatrikerna Carl-Gerhard Gottfries och Ingrid Gottfries. Hon var från 1942 gift med John Lorens (Jack) Weibull (1913–1997).
Weibull växte upp på ett lantbruk på Österlen och hade efter studentexamen 1937 för avsikt att bli lärare, varför hon började läsa kemi vid Lunds universitet och samtidigt arbetade extra på läkemedelsföretaget Ferrosan i Malmö. Där träffade hon också sin blivande make, Jack Weibull, som valde att kalla henne Charlotte i stället för hennes eget namn, och som Charlotte Weibull kom hon sedan att bli känd.
Lärarplanerna blev dock annorlunda än hon tänkt sig, då hon i Malmö började arbeta i Nationaldräktsaffären, som hennes mormors syster, Ingrid Andersson, startat  1901, och som var specialiserad på att sy upp olika folkdräkter på beställning. Ingrid Andersson hade också skapat en samling av gamla dräkter och tillbehör. Vid 25 års ålder bestämde sig Charlotte Weibull i mitten av 1940-talet för att rädda kvar butiken genom att ta över den, då släktingen pensionerade sig. Medan verksamheten i affären tog fart arbetade Charlotte Weibull med att dokumentera och bevara gamla hantverkskonster som var på väg att försvinna. 

### Docktillverkning
Då dräkterna tillverkades blev det alltid ett visst spill av överblivna tygbitar i olika mönstertraditioner. Då hon tyckte det var synd att bara kassera dessa, fick hon idén att köpa in små färdiga celluiddockor från fabrik och klä dem i dessa olika små tygbitar i enlighet med respektive härads mönster. Snart övergick hon till att i stället tillverka egna, mer personliga dockor för hand i en egen konstruktion, som hon och hennes make skapade. En väldig produktion med ett stort antal medarbetare inleddes och hon blev en av världens främsta tillverkare av handgjorda dockor. Efter en serie med dräktdockor från alla 23 häraden i Skåne fortsatte man med hjälp av olika svenska hemslöjdsföreningar att framställa dockor med dräkter från alla delar av Sverige och även serier föreställande olika yrkespersoner. Efterhand tillverkade man också många andra figurer som Pippi Långstrump, Nils Holgersson, tomtar med mera. 1964 flyttade butiken från Baltzarsgatan till ett större hus vid Lilla torg, där det också inrättades Café Dockhuset, en dockutställning och dockteater.

### Folklivscenter i Åkarp
Mot slutet av 1900-talet avvecklades verksamheten i Malmö och flyttades till huvudplatsen för docktillverkningen i Åkarp strax norr om Malmö. Där startades ett Charlotte Weibulls Folklivscenter med utställningar av dockor, en stor samling av normalstora folkdräkter från alla svenska härader, folklivsminnen, julkrubbor med mera. i slutet av 2010 donerade Weibull hela samlingen till Burlövs kommun, som numera driver verksamheten på samma gamla skånegård under namnet Möllegården kultur med olika permanenta och tillfälliga utställningar, kafé, butik med mera.  Docktillverkningen har dock numera i princip upphört. En vänförening, Charlotte Weibulls vänner, verkar numera för att föra hennes folkbildande gärning vidare, en annorlunda lärargärning än hon som ung planerat för, men med internationell vidd.

### Rekord och utmärkelser
I Åkarp visas också den dräktdocksamling om mer än 2000 dockor, som 1991 hamnade i Guinness Rekordbok för sin stora omfattning. 1987 fick hon för sina insatser som folklivskonstnär mottaga H.M. Konungens medalj av åttonde ordningen. Hon fick även utmärkelsen Årets skåning 1996.

## Charlotte Weibull-priset
Charlotte Weibull-priset instiftades 2012 av Charlotte Weibulls Vänförening och delas årligen ut till en person vars kulturgärning är i Charlotte Weibulls anda. Den första pristagaren, folklivsskildraren  Ethel Johannesdotter-Eliasson, nominerades av Weibull själv.

### Pristagare
- 2012 - Ethel Johannesdotter-Eliasson
- 2013 - Kerstin Fredriksson
- 2014 - Marita Jönsson
- 2015 - Cecilia Gagge
- 2016 - Viola Andersson
- 2017 - Elin Ivre
- 2018 - Ulf Herbert
- 2019 - Inger Ohlsson[8]
- 2020 – Gunvor Johansson, textilier för kyrkligt bruk sammanvävt med skånska konstvävnadstekniker
- 2021 – Anna Månsson, folkdansare och dräktskapare
- 2022 – Håkan Nilsson
- 2023 – Lina Odell
- 2024 – Eva Berg